# Phare de Souter
 (novembre 2024).
Le phare de Souter était un phare situé sur dans le village de Marsden à South Shields, dans le comté de Tyne and Wear en Angleterre. Il a été premier phare dans le monde à être réellement conçu et construit spécifiquement pour utiliser le courant alternatif électrique, la technologie de phare la plus avancée de son époque.
Il est maintenant protégé en tant que monument classé du Royaume-Uni de Grade II*.

## Histoire
Ce phare fut une aide très essentielle pour la navigation maritime en raison du nombre d'épaves sur les récifs dangereux de Whitburn Steel qui affleurent sous l'eau dans la région environnante. En une seule année - 1860 - il y eut 20 naufrages. Cela a contribué à rendre ce littoral le plus dangereux du pays, avec une moyenne d'environ 44 naufrages par chaque mille de littoral.
Le phare est situé sur Lizard Point, mais prend son nom de Souter Point, qui est situé juste plus au sud. C'était le site initial prévu pour le phare, mais Lizard Point offrant une meilleure visibilité à cause de falaises plus hautes, le phare a été construitsur ce lieu. Le nom du phare de Souter a été retenu afin d'éviter toute confusion avec le phare du cap Lizard récemment construit en Cornouailles.
Le phare de Souter est à environ 5 km au sud de l'embouchure de la rivière Tyne. Quelque 3 km plus au nord de l'embouchure de la Tyne se trouve un autre phare victorien, le phare de St Mary's sur l'île de St Mary's Island. Il a aussi été désaffecté, mais il est ouvert au public. Le phare de St Mary's peut être vu à l'œil nu du sommet du phare de Souter.
Le phare de Souter a été lui-même démantelé en 1988, mais il a continué à servir comme balise-radio de navigation jusqu'en 1999 quand il a été définitivement fermé. Comme Souter n'a jamais été automatisé, il reste dans un presque état initial d'exploitation, sauf pour les mises à jour au cours de sa durée de vie à sa lanterne et appareils électriques.
Aujourd'hui, le phare de Souter désaffecté appartient au National Trust for Places of Historic Interest or Natural Beauty et est ouvert au public. La salle des machines, la tour et sa lanterne et le logement du gardien sont tous visitables. Il y a aussi une aire de jeux en plein air, le Trusty Club et des activités intérieures pour accueillir les jeunes visiteurs. Deux des chalets des anciens gardiens de phare sont utilisés comme locations de vacances par National Trust. Le phare est dit être hanté, et a même figuré dans un programme de la télévision britannique Most Haunted (en).
Identifiant : ARLHS : ENG-127 - ex Amirauté : A2748.

## Construction
Conçu par James Nicholas Douglass (en) il a été ouvert en 1871, avec la construction supervisée par l'ingénieur civil Henry Norris de Trinity House. Le contrat de construction du phare et de la maison du gardien a été établi en mars 1869 et a été accordé à l'entreprise locale de James Todd, après les plaintes de constructeurs locaux qui n'avaient pas eu la possibilité de répondre à l'offre car n'avait pas été annoncé localement. La pierre de fondation a été cérémonieusement posée par la sœur de l'amiral Richard Collinson le 9 juin 1869. Après avoir terminé ce projet Douglass et Norris sont allés sur la construction du phare de Hartland Point dans le Devon.

## Électricité
Trinity House avait procédé à un vaste processus de test et de sélection sur cinq ans et comprenait la comparaison de l'utilisation des lampes à huile et la comparaison de l'équipement en Grande-Bretagne et en France.
Une lumière de la puissance de 800.000 bougies a été généré en utilisant une lampe à arc et non par une lampe à incandescence qui pourrait être vu pour jusqu'à 26 miles. En plus de la lumière principale, un feu à secteurs rouge et blanc a brillé d'une fenêtre sous la lanterne, pour mettre en évidence des rochers dangereux au sud. Il a été alimenté en utilisant la lumière de façon détournée à travers un ensemble de miroirs et de lentilles à partir e la lampe principale.
La lampe à arc de carbone pour les phares ont été introduites par le professeur Frederick Hale Holmes (en) avec des expériences en 1857 à Blackwell et South Foreland au large de la côte du Kent, en 1860 à North Foreland et une installation au phare de Dungeness en 1862 et une installation complète à Souter en 1870. L' électricité a été fournie par les générateurs magnéto-électriques propres. L'un des générateurs de Holmes construit en 1867 et utilisé à Souter est maintenant exposé au Science Museum de Londres.
En 1914, le luminaire électrique à Souter a été remplacé par une lampe à huile plus conventionnelle. Il a été de nouveau converti en 1952 pour fonctionner sur ll'électricité du secteur. Le mécanisme qui a fait tourner l'optique a été conduit par une horloge jusqu'en 1983.

## Corne de brume

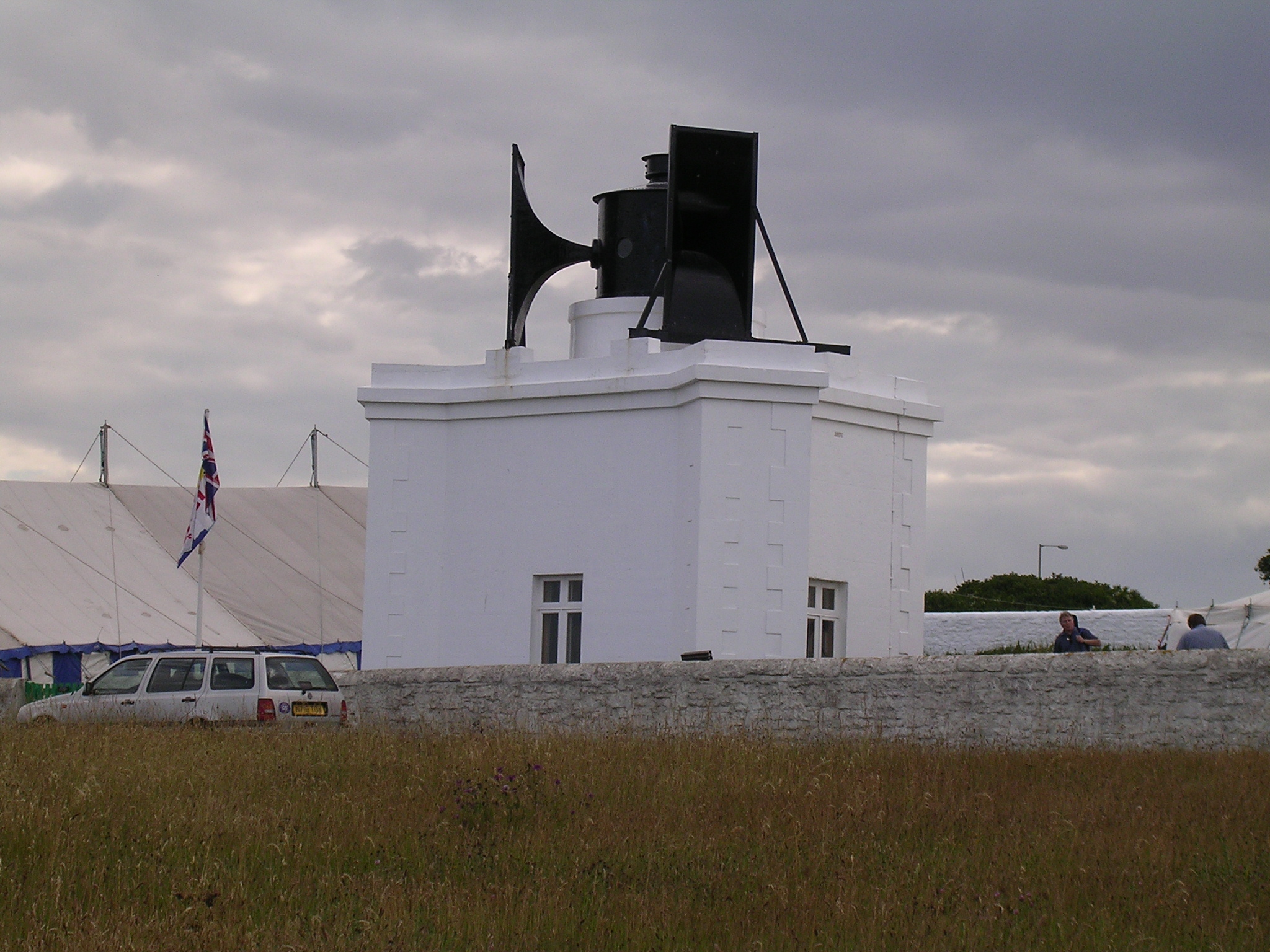
Corne de brume actuelle

La corne de brume a connu de nombreux changements au fil des ans. Lorsque le phare a été construit, une seule corne à tuyau de fer, tournée vers la mer, a été utilisée. Celle-ci a été remplacée en 1873 par une paire de cornes de même conception, mais inclinée pour répartir le son en haut et en bas de la côte. À leur tour, ils ont été remplacés par des trompettes jumelles Rayleigh dans les années 1920, avec un bâtiment pour les accueillir. En 1953, elles ont été remplacées par des cornes de brouillard diaphone.
Elles produisent une explosion de cinq secondes toutes les 30 secondes par mauvais temps jusqu'à 1988, lorsque le phare de Souter a été désarmé par Trinity House. Elles restent en bon état de fonctionnement et sonnent à des occasions spéciales tout au long de l'année, notamment lors de visite de la salle des machines pendant les mois d'été.

### Lien connexe
- Liste des phares en Angleterre